# Martinho Lutero Galati
Martinho Lutero Galati de Oliveira (Alpercata, 29 de septiembre de 1953 — São Paulo, 25 de marzo de 2020)  fue un director de orquesta brasileño, de la Red Cultural Luther King (1970) en São Paulo, de la Associação Cultural Tchova Xita Duma en Maputo (Mozambique) (1982) y el Coro Cantosospeso en Milán (Italia) (1987).
Fue profesor en el Istituto di Musicologia di Milano y en la Libera Università di Lingue e Comunicazione (IULM). Director del World Coral Forum y Forum Corale Europeo. Con el título de Ciudadano Paulistano, otorgado por el Ayuntamiento de São Paulo y Ciudadano milanés otorgado por la Comune di Milano (Italia), también tuvo títulos honorarios de Mozambique y del Estado del Vaticano. Fue Director artístico del Coro Paulistano del Teatro Municipal de São Paulo de 2013 a 2016 y autor del libro Gesto para la gestión: un diálogo sobre directores y liderazgo, en coautoría con la directora Rita Fucci-Amato y con prefacio del conductor Isaac Karabtchevsky. Fue elegido presidente de la Asociación Brasileña de Regentes de Coral para el período (2018/2020). 
Murió el 26 de marzo de 2020 como resultado de un paro cardíaco relacionado con la infección del nuevo coronavirus (COVID-19).

## Biografía

#### Formación
A los dieciséis años descubrió su vocación para dirigir en el fructífero ambiente musical de São Paulo de la década de 1960, recibiendo la influencia de los maestros Hans-Joachim Koellreutter, Klaus Dieter Wolf, Jonas Christensen y Roberto Schnorrenberg. Después de terminar sus estudios de música en el Conservatorio Torquato di Tella, en Buenos Aires (Argentina), asistió a la Facultad de Historia de la USP. Entre 1980 y 1988, completó su especialización en Europa, estudiando en Hungría e Italia, donde fue discípulo de algunos de los principales músicos del siglo XX, absorbiendo de cada uno de ellos una parte importante para su formación. Ellos son: Luciano Berio, Franco Ferrara y Luigi Nono, con quien vivió en Venecia durante muchos años. En Italia, también estudió semiótica con Umberto Eco. En 1988, ganó el Premio André Segovia a la Regencia en Santiago de Compostela (España). Graduado en Pedagogía por la Universidad de la Ciudad de São Paulo. 

#### Carrera
Su carrera incluye dirigir el Coro Juvenil Musical de São Paulo, dirección musical de la obra teatral Hair, dirección de la Orquesta Vale do Paraíba. Crea el Movimiento Cultural Rodrigues Alves, coordina el sector de la zona sur de São Paulo en el Movimiento Mário de Andrade. Crea y dirige los Conciertos Matutinos en los Teatros Vecinales de la Municipalidad de São Paulo. En 1975, participó en un momento histórico dirigiendo el Coro Luther King en la Misa de Vladimir Herzog en la Catedral de la Sede. Vivió en África, como investigador de la Unesco, enseñando dirección y composición en la Escuela Nacional de Música de Mozambique, de la cual fue fundador y primer director. Investiga la música tradicional africana, produciendo el Cancionero infantil de Mozambique publicado por el Instituto Nacional del Libro y el Disco, con la portada de la pintora Malangatana Ngwenya, adoptada en todas las guarderías del país, una empresa que le valió elogios del poeta Carlos Drummond de Andrade. 
En 1987 fundó Associazione Culturale Cantosospeso en Milán, con el que realizó más de 500 conciertos en toda Europa, entre ellos las primeras audiciones italianas de obras como Misa Criolla, de Ariel Ramírez, Missa dos Quilombos, de Milton Nascimento, Cantata Membra Jesu Nostri, de Buxtehude, El diario de Anne Franck, de L. Gamberini. También dirigió la primera audiencia mundial para Requiem de Esteban Salas y la primera audiencia europea para Missa Luba, Missa Brevis, Bernstein y Missa Orbis Factor, por Aylton Escobar. En Brasil, realizó la primera audición en América para la Cantata Diário de Anne Frank, de L. Gamberini, la primera audición mundial para Passion según São Marcos, de Almeida Prado y la primera gira del compositor Ariel Ramírez como pianista en los conciertos de su Misa Criolla. Presenta por primera vez la ópera Dido y Eneas, de Purcell, en São Paulo. Como director de grupos vocales e instrumentales, ha realizado giras por varios países, como Cuba, Alemania, Francia, Portugal, Croacia, Burkina Faso y Kenia. Realiza una gira en India (Goa, Hampi y Bangalore) con 50 cantantes brasileños e italianos donde realiza por primera vez Requiem de WA Mozart con coros locales. En 1988 ganó el Premio André Segovia Regency en España. 
Desarrolló obras musicales con algunos de los principales nombres de la escena brasileña y mundial. En el campo clásico con Lella Cuberli, Luciana Serra y Celine Imbert. En el campo popular con Gilberto Gil, Naná Vasconcelos, Inezita Barroso, Sérgio Ricardo, Cristovão Bastos, Zizi Possi, Marilia Medalha, Tito Martino, Fabiana Cozza, Ivan Vilela, Djalma Correa, Mauro Pagani, Miriam Makeba, Angélique Kidjo, Liz Mac Comb, Dino Salluzzi, Mouna Amari, entre otros. 
Desde 2013, al frente del Coral Paulistano Mário de Andrade, realizó varios conciertos de música popular y clásica en diferentes lugares de la ciudad de São Paulo. Con el objetivo de territorializar la música coral, el grupo creó una temporada de presentaciones gratuitas en CEU's en las regiones periféricas de la ciudad, además de organizar conciertos gratuitos en las escaleras internas del Teatro Municipal de São Paulo. En 2015, en el Teatro, realizó la primera presentación completa de las Misas WA Mozart en las Américas. Crea y organiza el primer Virada Coral en São Paulo integrado con Virada Cultural, que comprende 150 conciertos en 48 horas ininterrumpidas. Participan 102 grupos de coral. Crea y dirige el proyecto para la difusión de la música coral en la ciudad "CANTA São Paulo", vinculada a la red de educación pública. Crea y dirige el proyecto "SP Cidade Coral" que involucra a los coros ya constituidos en la ciudad.

## Publicaciones
- Del gesto a la gestión: un diálogo sobre directores y liderazgo, en coautoría con Rita Fucci-Amato y prefacio del director   Isaac Karabtchevsky.[40]
- Cantosospeso: historia de un coro diverso.[41]
- Cantemos, niños: Mozambican Children's Songbook.[16]
- La música tradicional de Mozambique, INLD.

## Reconocimiento

#### Premios
- Premio André Segovia a la Regencia en   Santiago de Compostela, España (1988).
- Coro Luther King - Premio APCA mejor coro de la ciudad de São Paulo (2012).[42]

#### Honras
- Personalidad musical del año, Maputo-Mozambique (1989).
- Commenda di San Luigi IX - Ciudad del Vaticano (1990).[43]
- Benemerenza Civica, Milano-Italia (2002).[44]
- Título de Ciudadano Paulistano (2010).[7][8]